# Chrysocolaptes socialis
Chrysocolaptes strictus (дзьобак малабарський) — вид дятлоподібних птахів родини дятлових (Picidae). Ендемік Індії. Раніше вважався конспецифічним з великим дзьобаком або індокитайським дзьобаком, однак був визнаний окремим видом у 2022 році.

## Поширення і екологія
Малабарські дзьобаки мешкають в Західних Гатах на південному заході Індії. Вони живуть у вологих рівнинних і гірських тропічних лісах. Сезон розмноження триває з грудня по березень.

## Збереження
МСОП класифікує цей вид як вразливий. За оцінками дослідників, популяція малабарських дзьобаків становить від 2500 до 10000 дорослих птахів. Їм загрожує знищення природного середовища.